# Áustria nos Jogos Olímpicos de Verão de 1896
Três atletas da Áustria competiram nos Jogos Olímpicos de Verão de 1896.  Apesar de a Áustria ser parte do Império Áustro-Húngaro na época, a maioria das fontes separam os competidores austríacos dos húngaros nos Jogos de 1896.

## Medalhistas
A Áustria terminou no sétimo lugar no Quadro de Medalhas, com duas medalhas de ouro e cinco no total.
| Medalha           | Nome            | Esporte  | Evento                     |
| ----------------- | --------------- | -------- | -------------------------- |
| Medalha de ouro   | Paul Neumann    | Natação  | 500 metros livre masculino |
| Medalha de ouro   | Adolf Schmal    | Ciclismo | Corrida de 12h masculina   |
| Medalha de prata  | Otto Herschmann | Natação  | 100 metros livre masculino |
| Medalha de bronze | Adolf Schmal    | Ciclismo | 333 metros masculino       |
| Medalha de bronze | Adolf Schmal    | Ciclismo | 10 km masculino            |

## Resultados por Evento

### Ciclismo
Ciclismo nos Jogos Olímpicos de Verão de 1896
Todas as três medalhas de Schmal foram nas competições de ciclismo, apesar de ele ter competido em dois diferentes esportes. Ele competiu em quatro eventos, conseguindo atingir o pódio em três deles.
| Evento              | Posição | Atleta       | Tempo/Distância                  |
| ------------------- | ------- | ------------ | -------------------------------- |
| 333 metros          | 3º      | Adolf Schmal | 26.0 s (empate) Race-off: 26.6 s |
| 10 Km               | 3º      | Adolf Schmal | Desconhecido                     |
| 100 Km              | –       | Adolf Schmal | Não terminou                     |
| Corrida de 12 horas | 1º      | Adolf Schmal | 314,997 quilômetros              |

### Esgrima
Esgrima nos Jogos Olímpicos de Verão de 1896
Schmal também competiu no torneio de Sabre na Esgrima, ficando em quarto lugar na primeira fase entre cinco competidores.
| Evento | Posição | Atleta       | Desempenho | Desempenho | Toques | Toques | Primeira fase | Final     |
| Evento | Posição | Atleta       | Vitórias   | Derrotas   | Para   | Contra | Primeira fase | Final     |
| ------ | ------- | ------------ | ---------- | ---------- | ------ | ------ | ------------- | --------- |
| Sabre  | 4º      | Adolf Schmal | 1          | 3          | 7      | 11     | 4º            | Eliminado |

| País oponente | Vitórias | Derrotas | Percentual |
| ------------- | -------- | -------- | ---------- |
| Dinamarca     | 0        | 1        | .000       |
| Grécia        | 1        | 2        | .333       |
|               |          |          |            |
| Total         | 1        | 3        | .250       |

### Natação
Natação nos Jogos Olímpicos de Verão de 1896
Dois nadadores austríacos competiram em 1896. Um deles competiu em cada um dos três eventos, e cada nadador ganhou uma medalha.
| Evento            | Posição | Atleta          | Tempo        |
| ----------------- | ------- | --------------- | ------------ |
| 100 metros livre  | 2º      | Otto Herschmann | 1:22.8       |
| 500 metros livre  | 1º      | Paul Neumann    | 8:12.6       |
| 1200 metros livre | –       | Paul Neumann    | Não terminou |